# Karate op de Olympische Zomerspelen
Karate is een van de sporten die op de Olympische Zomerspelen worden beoefend. De enige keer dat karate onderdeel was van de spelen, is tijdens de Olympische Zomerspelen 2020 in Tokio. Er waren acht karatecompetities voorzien.
Het Internationaal Olympisch Comité erkende karate op 3 augustus 2016 als olympische sport en voegde de discipline alvast eenmalig toe als onderdeel van de Olympische Zomerspelen. Karate maakt deel uit van het programma van vijf sporten die speciaal voor 2020 zijn toegevoegd. Er zijn twee karatedisciplines geselecteerd: kumite is de sparringdiscipline en zal georganiseerd worden voor drie gewichtsklassen elk voor mannen en vrouwen, en kata is de solodiscipline met aparte evenementen voor mannen en vrouwen. 
Deelnemers kiezen een kata uit de lijst van 102 kata die worden erkend door de World Karate Federation. Deelnemers mogen niet twee keer dezelfde kata demonstreren tijdens het toernooi. 
De drie gewichtsklassen in de olympische competitie voor kumite weken af van de gebruikelijke vijf klassen die de World Karate Federation gebruikte. De twee lichtste (-60kg en -67kg voor mannen, -50kg en -55kg voor vrouwen) werden gecombineerd in de Olympische categorieën -67kg voor mannen en -55kg voor vrouwen. De middelste categorieën (-75kg mannen, -61kg vrouwen) bleven ongewijzigd, terwijl de twee zwaarste categorieën (-84kg en +84kg voor mannen, -68kg en +68kg voor vrouwen) werden gecombineerd tot +75kg voor mannen en +61kg voor vrouwen.

## Onderdelen
| Gewichtsklasse | Mannen | Vrouwen |
| -------------- | ------ | ------- |
| Licht          | –67 kg | –55 kg  |
| Midden         | –75 kg | –61 kg  |
| Zwaar          | +75 kg | +61 kg  |
| kata           | mannen | vrouwen |

## Medaillespiegel
N.B. Medaillespiegel is bijgewerkt tot en met Olympische Spelen 2020
| Plaats | Land             | NOC    | Goud | Zilver | Brons | Totaal |
| ------ | ---------------- | ------ | ---- | ------ | ----- | ------ |
| 1      | Japan            | JPN    | 1    | 1      | 1     | 3      |
| 2      | Spanje           | ESP    | 1    | 1      | 0     | 2      |
| 3      | Egypte           | EGY    | 1    | 0      | 1     | 2      |
| 3      | Italië           | ITA    | 1    | 0      | 1     | 2      |
| 5      | Bulgarije        | BUL    | 1    | 0      | 0     | 1      |
| 5      | Frankrijk        | FRA    | 1    | 0      | 0     | 1      |
| 5      | Iran             | IRN    | 1    | 0      | 0     | 1      |
| 5      | Servië           | SRB    | 1    | 0      | 0     | 1      |
| 9      | Azerbeidzjan     | AZE    | 0    | 2      | 0     | 2      |
| 10     | Turkije          | TUR    | 0    | 1      | 3     | 4      |
| 11     | China            | CHN    | 0    | 1      | 1     | 2      |
| 11     | Oekraïne         | UKR    | 0    | 1      | 1     | 2      |
| 13     | Saoedi-Arabië    | KSA    | 0    | 1      | 0     | 1      |
| 14     | Kazachstan       | KAZ    | 0    | 0      | 2     | 2      |
| 15     | Chinees Taipei   | TPE    | 0    | 0      | 1     | 1      |
| 15     | Hongarije        | HUN    | 0    | 0      | 1     | 1      |
| 15     | Hongkong         | HKG    | 0    | 0      | 1     | 1      |
| 15     | Jordanië         | JOR    | 0    | 0      | 1     | 1      |
| 15     | Oostenrijk       | AUT    | 0    | 0      | 1     | 1      |
| 15     | Verenigde Staten | USA    | 0    | 0      | 1     | 1      |
| Totaal | Totaal           | Totaal | 8    | 8      | 16    | 32     |

Tokio 2020
Medaillewinnaars
Olympische Zomerspelen
Olympische Winterspelen
Gerelateerd
Olympische Jeugdspelen · Paralympische Spelen · Deaflympische Spelen · Special Olympic World Games
IOC · COA · BOIC · NOC*NSF · NAOC · SOC